# Virginia Crosbie
Virginia Ann Crosbie (née le 8 décembre 1966) est une femme politique britannique du Parti conservateur qui est députée pour Ynys Môn de 2019 à 2024. 

## Jeunesse
Crosbie est née à Maldon, Essex, et grandit dans le village de Tiptree, où sa mère travaillait à la Tiptree Jam Factory. Elle fréquente le Colchester County High School. Adolescente, elle travaille comme dresseur de dauphins au Woburn Safari Park pour la série télévisée pour enfants de la BBC de Terry Nutkins, Animal Magic. Elle étudie la microbiologie à l'Université Queen Mary de Londres avant de terminer un diplôme d'études en gestion à l'Université de Westminster. Après ses études, Crosbie travaille pour GlaxoSmithKline avant de devenir analyste pharmaceutique à la banque UBS. Elle devient directrice chez UBS et plus tard chez HSBC. Elle est ensuite professeure de mathématiques. 

## Carrière parlementaire
Crosbie se présente dans la circonscription de Rhondda comme candidate conservatrice aux élections générales de 2017. Elle termine troisième derrière les candidats du Parti travailliste et de Plaid Cymru. Elle est ensuite vice-présidente de l'Association des conservateurs de Kensington, Chelsea et Fulham et directrice de Women2Win, une organisation qui milite pour plus de femmes parlementaires conservatrices,. Elle travaille également comme chercheuse parlementaire principale pour la députée de Basingstoke, Maria Miller. 
Elle est sélectionnée comme candidate conservatrice pour Ynys Môn le 14 novembre 2019 (le jour de la clôture des candidatures). Elle est choisie après que l'ancien député de Brecon et Radnorshire, Chris Davies, le candidat précédemment sélectionné, se soit retiré la veille en raison de l'opposition de l'association locale et d'autres conservateurs gallois. Elle est élue députée de Ynys Môn aux élections générales de 2019 avec une majorité de 1 968 voix (5,4%). La circonscription était représentée par un député du parti travailliste depuis les élections générales de 2001. 
En février 2020, elle devient Secrétaire parlementaire privé (SPP) du ministère de la Santé et des Affaires sociales. Elle est membre du Comité spécial des affaires galloises et du Comité des femmes et de l'égalité depuis mars 2020,. 
Elle est mariée et a trois enfants.